# Apolinariusz (patriarcha Aleksandrii)
Apolinariusz – chalcedoński patriarcha Aleksandrii w latach 551–569.